# George Traill
George Traill (* 5. November 1787; † 29. September 1871) war ein schottischer Politiker.

## Leben
Traill wurde am 5. November 1787 als erster Sohn von James Traill und dessen Ehefrau Janet, Tochter von William Sinclair, 10. Earl of Caithness, geboren. James Traill war zugelassener Jurist und zuletzt Sheriff von Caithness und Sutherland. George Traill wurde in London ausgebildet und studierte anschließend an der Universität Edinburgh. Im Jahre 1811 erhielt Traill seine Zulassung als Anwalt. Gemeldet war er auf dem elterlichen Anwesen nahe Kirkwall, lebte jedoch vorwiegend in Caithness. 1843 erbte er die Besitztümer seines verstorbenen Vaters. Traill verstarb ledig am 29. September 1879.

## Politischer Werdegang
Zu Beginn der 1830er Jahre schloss sich Traill der liberalen Strömung innerhalb der Whigs an, die schließlich zur Gründung der Liberal Party führte. Zu den Unterhauswahlen 1830 kandidierte er im Wahlkreis Orkney and Shetland. Er erlangte das Mandat ohne Gegenkandidat und zog erstmals in das britische Unterhaus ein. Bei den Unterhauswahlen 1832 verteidigte Traill sein Mandat mit einem Stimmenanteil von 50,5 % gegen zwei Gegenkandidaten, schied jedoch 1835 vorerst aus dem Parlament aus, als er dem Tory Thomas Balfour unterlag. Ein weiteres Mal trat Traill bei den Wahlen 1841 an, diesmal jedoch im Wahlkreis Caithness. Er errang das Mandat und hielt es bei sämtlichen nachfolgenden Wahlen, bis er 1869 nicht mehr antrat und aus dem Parlament ausschied.